# Viergradiënt
Het begrip viergradiënt komt voor in de speciale relativiteitstheorie en is de algemene vorm  van de gewoonlijke notie van gradiënt naar een viervector. Het is een natuurlijk object indien men afgeleide neemt van functies of tensoren die op de Minkowski-ruimte zijn gedefinieerd. In algemene relativiteitstheorie, waar het domein van functies een meer algemene, gekromde ruimte kan zijn, kan de viergradiënt verder naar de covariante- of lie-afgeleide worden uitgebreid. 

## Definitie
De viergradiënt is gedefinieerd als
{\displaystyle \partial _{\mu }\ {\stackrel {\mathrm {def} }{=}}\ \left({\frac {1}{c}}{\frac {\partial }{\partial t}},\nabla \right)},
en is een covariante tensor. Op de gebruikelijke manier, door met de metriek de index omhoog te halen, kan men een contravariante versie van de viergradiënt definiëren. Indien men werkt met de mostly plus-conventie (= - + + +), is deze gegeven door
{\displaystyle \partial ^{\mu }=\left(-{\frac {1}{c}}{\frac {\partial }{\partial t}},\nabla \right)},
Soms wordt de viergradiënt als {\displaystyle D} genoteerd. Het kwadraat van deze operator wordt gedefinieerd als 
{\displaystyle D\cdot D=\partial _{\mu }\partial ^{\mu }=-{\frac {1}{c^{2}}}{\frac {\partial ^{2}}{\partial t^{2}}}+\nabla ^{2}}.
en is gelijk aan de d'Alembertiaan. Indien men in natuurlijke eenheden werkt is de numerieke waarde van de lichtsnelheid gelijk aan 1, en is de viergradiënt dus {\displaystyle \partial _{\mu }=({\frac {\partial }{\partial t}},\nabla )}.